# Tre canaglie e un galeotto
Tre canaglie e un galeotto (Treehouse Hostage) è un film del 1999, diretto da Sean McNamara.

## Trama
Carl Banks (Jim Varney) è un pericoloso falsario e scappa di prigione. Nel frattempo, l'undicenne Timmy Taylor (Joey Zimmerman) ha un progetto in corso in scadenza lunedì e se si presenta a mani vuote andrà alla scuola estiva, semplicemente per la sua partecipazione in classe, e che il suo insegnante e preside Ott ( Richard Kline ) lo odia.
Carl Banks cerca di stampare un po' di soldi in più e trova una delle targhe contraffatte ma non riesce a stampare denaro quando il suo ex capo disonesto e i suoi poliziotti, che sono anche falsari, lo catturano alla sua base. Corre nel cortile di Timmy Taylor e finisce nella sua casa sull'albero. Timmy ei suoi due migliori amici lo tengono in ostaggio nella casa sull'albero di Timmy in modo che Timmy possa portarlo a scuola lunedì per partecipare a Current Events.
Tuttavia, tenere in ostaggio un importante criminale è più difficile di quanto si aspettassero, a causa degli enormi cunei che Carl offre. Fino a quando Timmy non scopre che Carl è nel mezzo di un importante giro di falsi, Timmy e i suoi amici aiutano a vendicarsi degli uomini che hanno trattato male Carl (sorprendentemente, il preside di Timmy è l'ex capo di Carl che lo ha denunciato alle autorità), in cambio con denaro falso, ovviamente.
Timmy ei suoi amici convincono la sua vicina e rivale Janie Paulson e la sua amica Angela ad aiutarli a creare un falso bancomat per tendere una trappola e Carl catturò Ott ei suoi uomini. Il malvagio preside scappa, Carl viene liberato mentre il nastro dei bambini li registra mentre si imbattono nella banda contraffatta e ciò dimostra l'innocenza di Carl. A Carl viene offerta la protezione dei testimoni se collabora e lo fa.
Lunedì a scuola, l'insegnante di Timmy non crede alla sua storia finché la polizia non si presenta con Carl e arresta il preside per essere il capo della banda contraffatta. Mentre la scuola applaude Timmy e celebra la sconfitta di Ott, Janie bacia Timmy sulla guancia. Timmy riceve anche un assegno di ricompensa per le sue azioni che il suo cane seppellisce nel cortile più tardi quella notte.